# Principado-arzobispado de Salzburgo
El Principado-arzobispado de Salzburgo (en alemán: Fürst-Erzbistum Salzburg, Principado-Arzobispado de Salzburgo; en latín: Archidioecesis Salisburgensis) fue un principado eclesiástico del Sacro Imperio Romano Germánico entre el siglo XIII y principios del siglo XIX. Su capital era la ciudad de Salzburgo, incluía otras villas como Friesach, Brežice, Ptuj, Grosuplje y al frente del Estado se encontraba un príncipe-arzobispo con poder secular sobre sus súbditos. El territorio de este principado se correspondía aproximadamente con el actual Estado federado austriaco de Salzburgo. La provincia eclesiástica incluía Austria, Carintia y Tirol, la Alta y Baja Baviera y el Alto Palatinado.
La diócesis creció a partir de la Abadía de San Pedro, fundada hacia el año 696 por San Ruperto en la antigua ciudad de Iuvavum, de cuyas ruinas surgió Salzburgo. Desde 1648 el arzobispo de Salzburgo lleva aparejado el título de Primado de Germania (Primas Germaniae, Primer obispo de Germania). Este título, meramente honorífico, ahora lleva aparejado la primera corresponsalía de los obispos de habla germana ante el Papa, mientras que en tiempos del Sacro Imperio Romano Germánico incluía el derecho de convocar a los príncipes electores del Imperio. En la actualidad, el arzobispo de Salzburgo es Legado Permanente (legatus natus) ante el Papa, lo que le confiere el derecho, aún sin ser cardenal, de llevar vestiduras de color rojo (un rojo más oscuro que el escarlata de los cardenales), incluso en la Santa Sede.

## Historia

### El inicio del obispado (sigloIV-798)
La ciudad de Salzburgo remonta sus orígenes a la ciudad romana de Iuvavum. Esta ciudad fue abandonada a finales del siglo V por las legiones romanas y arrasada en los años posteriores durante las invasiones bárbaras que siguieron a la caída del Imperio Romano de Occidente. El territorio en el que se situaba la ciudad fue ocupado por un conglomerado de tribus celtas y germanas que formarían el pueblo bávaro.
San Ruperto se encargaría de evangelizar a finales del siglo VII y principios del siglo VIII a los bávaros. La exitosa evangelización de esta tierra se debió en buena medida a la conversión del duque Teodón II de Baviera al cristianismo. El duque cedió en 699 a San Ruperto las ruinas de la antigua ciudad de Iuvavum para que este construyera allí la Abadía de San Pedro y el Convento de Nonnberg, que actuarían como centros evangelizadores de la región, creándose una comunidad religiosa en el lugar.
La tradición convierte a San Ruperto en el fundador de la ciudad de Salzburgo y en su primer obispo, estando dicha ciudad unida desde su origen al obispado homónimo. 
La confirmación de la nueva sede episcopal no llega hasta 739 de manos de San Bonifacio que estableció también las fronteras de la nueva diócesis. El nombre Salzburgo no está documentado hasta 755 y es un nombre derivado de las fuentes de agua salada con las que contaba la población surgida en torno al monasterio. El obispo Virgilio, que era de origen irlandés, construyó una catedral de tres naves y trajo a reposar a ella las reliquias de San Ruperto.

### El arzobispado (798-1213)

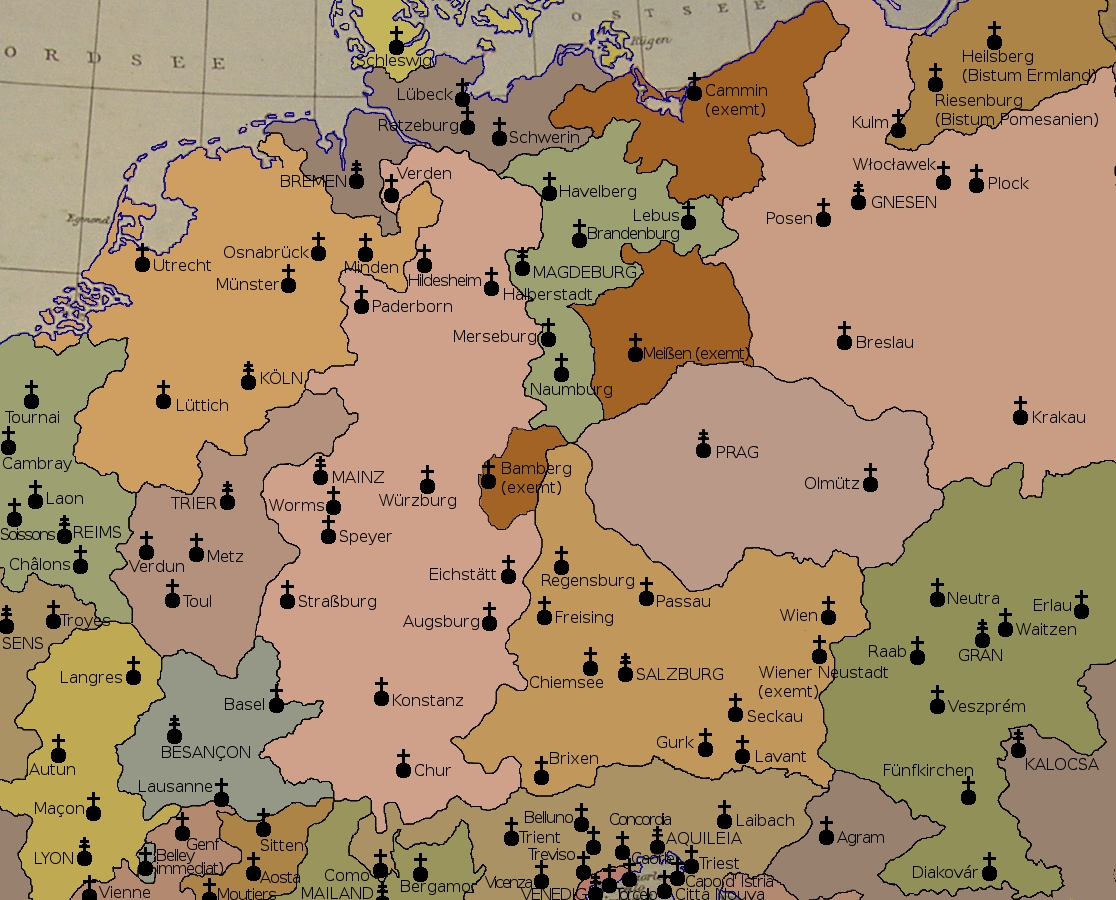
La provincia eclesiástica de Salzburgo con sus diócesis sufragáneas alrededor del año 1500, así como sus provincias vecinas en Europa Central.

El papa León III elevó Salzburgo el 20 de abril de 798 a la categoría de arzobispado cumpliendo los deseos del entonces rey franco, Carlomagno. El primer arzobispo de Salzburgo se llamó Arno.
A la provincia eclesiástica del arzobispado de Salzburgo pertenecían los obispados de Frisinga, Neoburgo-Augsburgo, Passau, Ratisbona y Sabiona-Bresanona-Brixen. Este territorio englobaba el área ocupada en la Alta Edad Media por la tribu de los bávaros, en las actuales Baviera y Austria, incluyendo también parte de las actuales Hungría, República Checa, Eslovaquia y norte de Italia. Desde Salzburgo se acometió la cristianización de la región de Carintia, así como la evangelización de la actual Hungría hasta la frontera del Danubio y del Drava. En 1001 con la creación del Arzobispado de Esztergom en Hungría se limitó la extensión del arzobispado de Salzburgo por el este hasta la región de Burgenland.
Durante la Querella de las investiduras los arzobispos de Salzburgo se situaron del lado del Papado. Durante el gobierno del arzobispo Gebhard de Helfenstein (1060-1088) la ciudad de Salzburgo fue repetidas veces arrasada por los partidarios del emperador Enrique IV. Para proteger la ciudad Gebhard mandó construir la Fortaleza de Hohensalzburg en 1077.
El Emperador Federico Barbarroja lanzó en 1166 el Reichsacht o proscripción imperial contra el arzobispo Conrado II de Babenberg, que era partidario del Papa Alejandro III, enfrentado con el emperador. En los años siguientes las tropas imperiales arrasaron la Catedral de Salzburgo y saquearon su tesoro. El Arzobispo Conrado III de Wittelsbach (1177-1183), que sería el primer Cardenal de Salzburgo, tras la firma de la Paz de Venecia en 1177 que puso fin a la guerra entre el Papado y el Sacro Imperio, comenzó la reconstrucción de la catedral de estilo románico.

### El Principado-Arzobispado de Salzburgo (1213-1803)
Del territorio de la diócesis de Salzburgo se creó una serie de obispados propios y dependientes como señoríos feudales del Arzobispado de Salzburgo: el Obispado de Gurk (1072), el Obispado de Chiemsee (1215), el Obispado de Seckau (1218) y el Obispado de Lavant (1228). El arzobispo Eberardo II (1200-1246) es el creador de los tres últimos principados eclesiásticos. Durante su mandato se crean así señoríos territoriales ligados al arzobispado a partir de diferentes señoríos y condados que quedan en manos del arzobispo y los dispone a su antojo.
En 1622 el príncipe-arzobispo Paris Lodron convierte Salzburgo en sede universitaria.
En 1756 nace en Salzburgo el músico Wolfgang Amadeus Mozart. Mozart estuvo entre 1769 y 1781 al servicio de los arzobispos de Salzburgo Segismundo III de Schrattenbach y Jerónimo de Colloredo-Mannsfeld.
Jerónimo de Colloredo-Mannsfeld (1772-1803) fue el último príncipe-arzobispo de Salzburgo. Además de pasar a la historia como mecenas de Mozart, el arzobispo convirtió a Salzburgo en centro de la Ilustración tardía. Se realizó una reforma educativa siguiendo el modelo austriaco, y numerosos científicos y artistas recabaron en Salzburgo.

## El Ducado de Salzburgo (1803-1816)

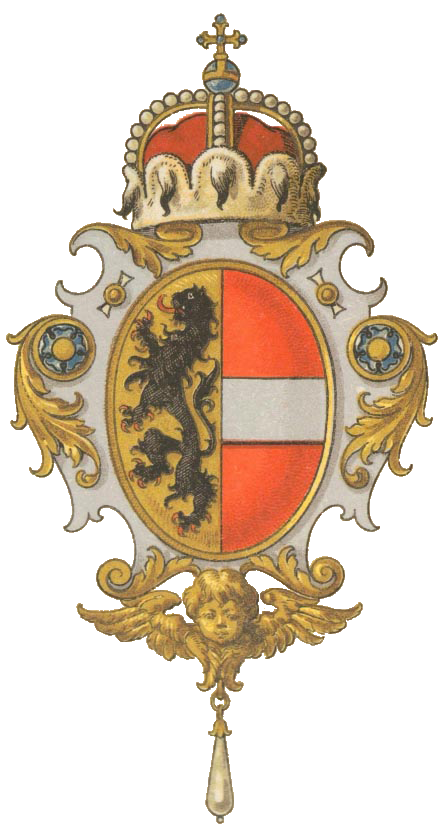
Escudo del Ducado de Salzburgo bajo el Imperio de Austria.

En 1803 el arzobispo Jerónimo de Colloredo-Mannsfeld fue despojado de su principado, que fue secularizado mediante la ley conocida como Reichsdeputationshauptschluss que decretaba la secularización de todos los principados eclesiásticos del Sacro Imperio Romano. El principado pasó al gran duque Fernando III de Toscana. Este había perdido su gran ducado en 1801 a manos de los franceses, que como compensación le ofrecieron el antiguo arzobispado de Salzburgo, convertido ahora en Electorado de Salzburgo.
Poco tiempo duraría Salzburgo en manos de Fernando de Toscana. El Electorado de Salzburgo fue moneda de cambio entre Francia y Austria en la Paz de Presburgo de 1805. Salzburgo pasó a dominio austriaco como pequeña compensación por las numerosas pérdidas territoriales que Francia impuso a Austria tras derrotarla en la Batalla de Austerlitz. Fernando de Toscana obtuvo a cambio el Gran Ducado de Würzburgo.
Sin embargo, en 1809 y con el Tratado de Schönbrunn, Francia le quitaría este territorio a los austriacos tras derrotarlos nuevamente en la Quinta Coalición.
El Congreso de Viena en 1816 sancionó definitivamente la pertenencia de Salzburgo al territorio austriaco con la excepción de la parte occidental de la comarca de Flachgau que quedó en manos bávaras. Salzburgo quedó integrada en la provincia de la Alta Austria, hasta que en 1850 se constituyó en provincia del Imperio austrohúngaro.
Actualmente Salzburgo es un Estado federado de la República de Austria. Desde 1818 la Archidiócesis de Salzburgo es la estructura eclesial, sin poder terrenal, heredera del Principado-Arzobispado de Salzburgo.